# Всеукраинский Совет крестьянских депутатов
Всеукраинский Совет крестьянских депутатов — выборная национальная организация украинского крестьянства, созданная на Всеукраинском крестьянском съезде 2 (15) июня 1917 года, состояла из депутатов, избранных по территориальному принципу (134 человека) и членов ЦК Селянской спилки (15 человек); после избрания депутатов от уездов, которые не были представлены на съезде, их количество должно было возрасти до 212 человек. Входила в Украинскую Центральную раду с правом решающего голоса.
В 1917 году состоялось три сессии:
- 1-я сессия (5-7 июля (22-24 июня), присутствовали около 100 депутатов) обсудила политическое положение, одобрила I Универсал УЦР, определила, что Совет должен руководить всем крестьянским движением в Украине, отозвала украинскую фракцию из исполкома Всероссийского совета крестьянских депутатов и направила туда 5 своих представителей;
- 2-я сессия — (15-17 (2-5) сентября, 150 депутатов) осудила Корниловское выступление 1917 года, выразила недоверие Временному правительству и его централистской политике, негативно оценила Инструкцию Временного правительства Генеральному Секретариату Украинской Центральной Рады и др .;
- 3-я — (1-6 декабря (18-23 ноября)) приняла ряд постановлений об упорядочении жизни в Украине, в частности об организации местных органов власти в форме губернских, уездных и волостных народных советов.